# Papiament d'Aruba
El papiament d'Aruba és l'idioma que es parla a l'illa d'Aruba. Es considera un dels dialectes del papiament, que a més d'Aruba es parla a Bonaire i Curaçao.
Es tracta d'una llengua criolla el lèxic de la qual procedeix del castellà i del portuguès principalment (sense que es pugui realment diferenciar de quin d'ells) i barrejada amb paraules d'origen neerlandès, anglès, francès, la llengua indígena arauac i diverses llengües africanes. Per a alguns lingüistes, l'idioma està basat en un crioll africà-portuguès que els esclaus van portar de l'Àfrica i ha anat evolucionant amb el temps a causa de les colonitzacions i la posició geogràfica de les illes davant de la costa continental de Veneçuela. Papiament (parlament) prové de papia, evolució de l'espanyol i portuguès antics: papear ("parlar").